# Gildeskål
Gildeskål là một đô thị ở hạt Nordland, Na Uy.
Gildeskål đã được lập thành đô thị ngày 1 tháng 1 năm 1838 (xem formannskapsdistrikt). Beiarn đã được tách khỏi Gildeskål năm1853. Gildeskål là một phần của vùng Bodø.
Đô thị này (ban đầu là một giáo khu) đã được đặt tên theo nông trang cô Gildeskål (tiếng Na Uy Cổ Gildaskáli) do nhà thờ đầu tiên đã được xây ở đó.
Huy hiệu của đô thị Gildeskål hiện nay được áp dụng từ năm 1988.

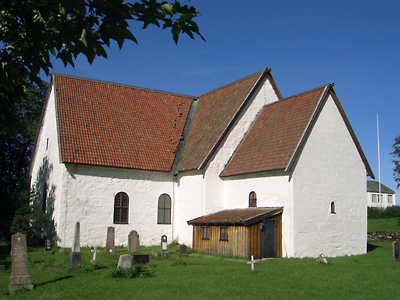
Nhà thờ có tuổi gần 900 ở Gildeskål

## Liên kết ngoài

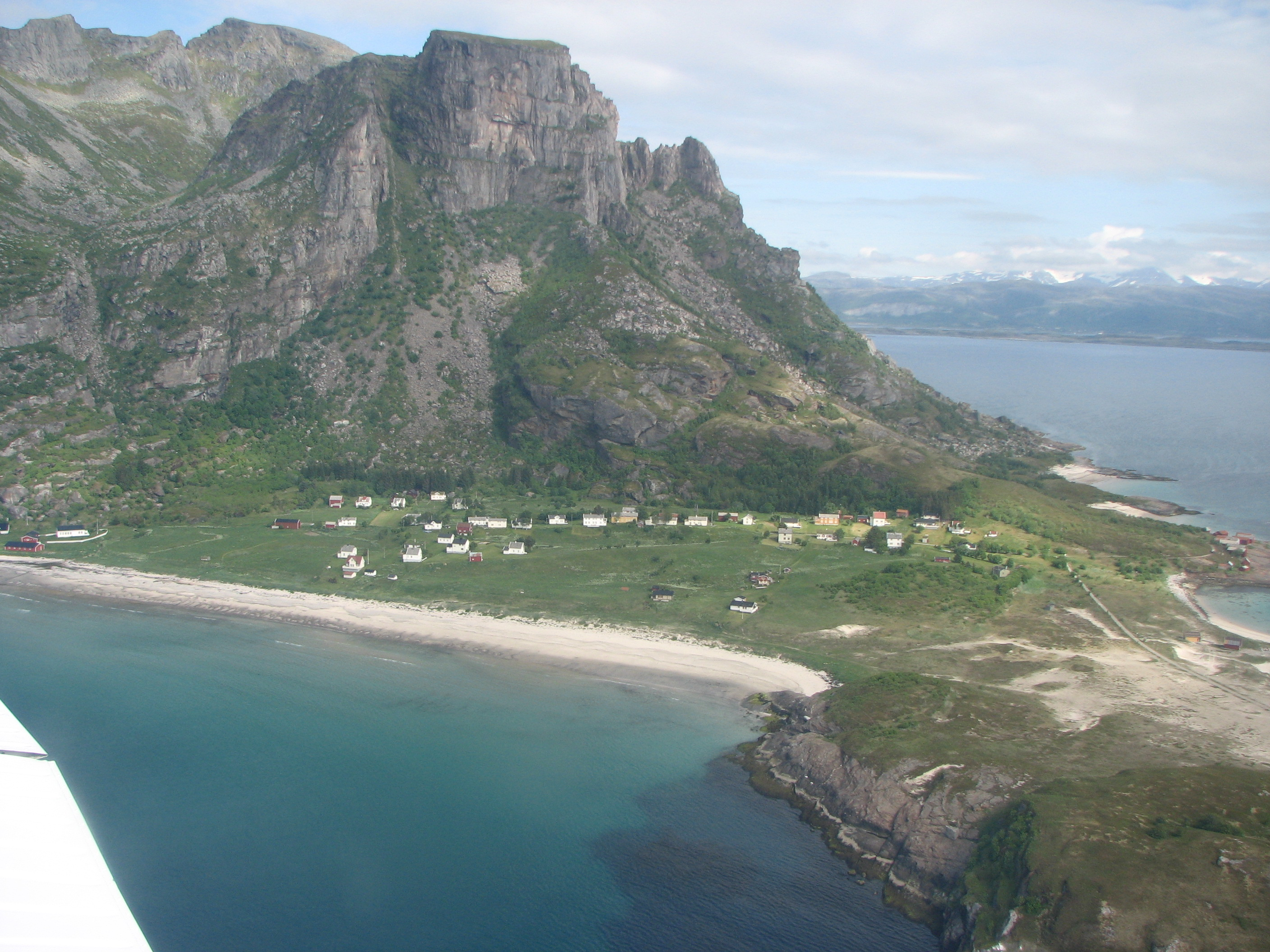
Sørfugløy (south bird island) in Gildeskål